# Hans Nieter
Hans Nieter (Washington D.C.) was een Amerikaans filmregisseur. Nieter volgde zijn opleiding in het Verenigd Koninkrijk. Hij werkte voor het Duitse Ufa en voor enkele Britse speelfilmstudio's.
Nieter maakte met zijn eigen bedrijf Freenat in 1925 en 1926 twee films voor de League of Nations Union, een instituut dat na de Eerste Wereldoorlog was opgericht om propaganda te maken voor de Volkenbond en het distribueerde op scholen, kerken, en sociale en politieke groepen. De eerste film, The Star of Hope, was een educatieve film en de tweede, The Worldwar and After, moest kinderen bekendmaken met de Volkenbond.
Het meest bekend werd hij van zijn film Seven Years in Tibet uit 1956, een verfilming van het boek Zeven jaar in Tibet over het leven van Heinrich Harrer in Tibet. Dit boek werd in 1997 nogmaals verfilmd met Brad Pitt in de hoofdrol.

## Filmografie
Als regisseur
- The Star of Hope (1925)
- Worldwar and After (1926)
- Thunder in the Air (1934)
- Arabian Bazaar (1948)
- Seven Years in Tibet (1956)

Als producer
- Vaticano (1949)
- Seven Years in Tibet (1956)

- Gemeinsame Normdatei: 1061419533
- Virtual International Authority File: 2101151051814533530002